# 大橋聖香
大橋 聖香（おおはし せいか、2004年5月22日 - ）は、日本の女子ラグビーユニオン選手。

## プロフィール
- 富山県出身[1]。
- ポジションはBK。
- 身長 165cm、体重 55kg
- 7人制女子日本代表に選ばれたことがある[2]。

## 略歴
9歳からラグビーを始めた。
2023年、石見智翠館高校卒業後、久留米大学に入る。